# Al Rio
Alvaro Araújo Lourenço do Rio (Fortaleza, 19 de maio de 1962 — Fortaleza, 31 de janeiro de 2012), conhecido profissionalmente como Al Rio, foi um desenhista de quadrinhos nacionais e internacionais conhecido pelos seus trabalhos nos títulos de quadrinhos estadunidenses Gen¹³ e DV8. As empresas em que ele atuou são entre elas: Marvel Comics, DC Comics, Dark Horse Comics, Chaos Comics, Image Comics, Zenescope Comics, Malibu Comics, Wildstorm Comics, Crossgen, Vertigo, and Amazing Comics. Adicionalmente, ele trabalhou em títulos como Dungeon Siege, Grimm Fairy Tales, Avengelyne, Voodoo, Grifter and the Mask, Secret Files, WildC.A.T.S., X-Men Unlimited, Captain America, Star Wars - A New Hope, Purgatori, Titan A.E., Exposure, Knockout, Mystic, Peter Parker - Spider Man, Spider-Man, Threshold, e Ana - Jungle Girl. Al Rio morreu vítima de suicídio por enforcamento no dia 31 de Janeiro de 2012. Nenhum bilhete foi encontrado.